# 한국어뮤즈먼트산업협회
한국어뮤즈먼트산업협회는 어뮤즈먼트산업의 발전 및 건전한 게임문화 정착 등 어뮤즈먼트산업 진흥 도모를 목적으로 2005년 1월 24일 설립된 대한민국 문화체육관광부 소관의 사단법인이다. 사무실은 서울특별시 영등포구 영등포로 97 (당산 2가) 3층에 있다.

## 주요 사업
- 어뮤즈먼트산업의 발전 및 건전한 게임문화 정착 등 어뮤즈먼트산업 진흥 도모